# Tobias Auss
Tobias Auss (* 26. Februar 2000 in Hollabrunn) ist ein österreichischer Handballspieler.

## Karriere
Auss begann in seiner Jugend beim UHC Eggenburg Handball zu spielen. In der Altersklasse unter elf Jahren konnte er mit dem Team den Staatsmeistertitel feiern und wurde zum Besten Rückraum Mitte des Turnieres gewählt. 2016/17 und 2017/18 lief der Rechtshänder für den UHC Hollabrunn in der HLA Challenge auf. Auss besuchte neben seiner Vereinslaufbahn das Schulleistungssportzentrum des ORG Maroltingergasse, das im Wiener Bezirk Ottakring beheimatet ist, und konnte in seiner Altersstufe die ISF-Schulmeisterschaft 2018 gewinnen; mit dem Team, in dem auch Lukas Hutecek und Elias Kofler spielten, konnte Deutschland im Finale 21:18 besiegt werden. 2018/19 wechselte er zum UHK Krems in die Handball Liga Austria. Mit den Kremsern feierte Auss 2018/19 und 2021/22 den österreichischen Meistertitel und 2018/19 den Cupsieg. Mit Krems nahm er 2021/22, 2022/23, 2023/24 und 2024/25 am EHF European Cup teil. Im September 2022 zog sich Auss eine schwere Knie-Verletzung zu und fiel damit die restliche Saison aus. 2024/25 feierte Auss mit Krems seinen dritten Meistertitel.

## Saisonbilanzen

### HLA Challenge
| Saison    | Verein         | Spielklasse   | Spiele | Tore | 7-Meter     | Feldtore |
| --------- | -------------- | ------------- | ------ | ---- | ----------- | -------- |
| 2016/17   | UHC Hollabrunn | HLA Challenge | 026    | 050  | 1/1         | 049      |
| 2017/18   | UHC Hollabrunn | HLA Challenge | 029    | 060  | 8/12        | 052      |
| 2016–2018 | gesamt         | HLA Challenge | 055    | 110  | 9/13 (69 %) | 101      |

### HLA Meisterliga
| Saison    | Verein    | Spielklasse     | Spiele | Tore | 7-Meter      | Feldtore |
| --------- | --------- | --------------- | ------ | ---- | ------------ | -------- |
| 2018/19   | UHK Krems | HLA Meisterliga | 035    | 035  | 2/3          | 033      |
| 2019/20 1 | UHK Krems | HLA Meisterliga | 022    | 030  | 0/0          | 030      |
| 2020/21   | UHK Krems | HLA Meisterliga | 027    | 066  | 2/4          | 064      |
| 2021/22   | UHK Krems | HLA Meisterliga | 029    | 102  | 4/6          | 098      |
| 2022/23   | UHK Krems | HLA Meisterliga | 0      | 0    | 0/0          | 0        |
| 2023/24   | UHK Krems | HLA Meisterliga | 022    | 101  | 32/37        | 069      |
| 2018–2024 | gesamt    | HLA Meisterliga | 135    | 334  | 40/50 (80 %) | 294      |

## Erfolge
- Jugend
  - 1× Schulweltmeister 2017/18
- UHK Krems
  - 3× Österreichischer Meister 2018/19, 2021/22, 2024/25
  - 1× Österreichischer Pokalsieger 2018/19